# Вудлон (округ Клівленд, Арканзас)
Вудлон (англ. Woodlawn) — переписна місцевість (CDP) в США, в окрузі Клівленд штату Арканзас. Населення — 174 особи (2020).

## Географія
Вудлон розташований за координатами 33°58′0″ пн. ш. 92°2′43″ зх. д. / 33.96667° пн. ш. 92.04528° зх. д. (33.966736, -92.045239).  За даними Бюро перепису населення США в 2010 році переписна місцевість мала площу 6,09 км², уся площа — суходіл.

## Демографія
Згідно з переписом 2010 року, у переписній місцевості мешкало 209 осіб у 75 домогосподарствах у складі 62 родин. Густота населення становила 34 особи/км².  Було 79 помешкань (13/км²). 
Расовий склад населення:
| - 99,0 % — білих - 1,0 % — осіб інших рас |

До двох чи більше рас належало 0,0 %. Іспаномовні складали 1,4 % від усіх жителів.
За віковим діапазоном населення розподілялося таким чином: 29,2 % — особи молодші 18 років, 56,9 % — особи у віці 18—64 років, 13,9 % — особи у віці 65 років та старші. Медіана віку мешканця становила 38,1 року. На 100 осіб жіночої статі у переписній місцевості припадало 88,3 чоловіків;  на 100 жінок у віці від 18 років та старших — 87,3 чоловіків також старших 18 років.
За межею бідності перебувало 1,9 % осіб, у тому числі 0,0 % дітей у віці до 18 років та 0,0 % осіб у віці 65 років та старших.
Цивільне працевлаштоване населення становило 79 осіб. Основні галузі зайнятості: освіта, охорона здоров'я та соціальна допомога — 39,2 %, будівництво — 17,7 %, транспорт — 13,9 %.